# Jeffrey Sachs
Jeffrey David Sachs (IPA: [sæks]; Detroit, 1954. november 5. –) amerikai közgazdász, az egyik világszerte vezető szakértő a gazdasági fejlődés, a globális makroökonómia és a szegénység elleni küzdelem területén. Nemzetközi pénzügyi és inflációs szakértőként szerzett hírnevet, többek között a Nemzetközi Valutaalap, a Világbank és a Gazdasági Együttműködési és Fejlesztési Szervezet tanácsadójaként. Latin-Amerika (különösen Bolívia), Kelet-Európa és Ázsia kormányainak is tanácsot adott a rendkívül magas inflációs ráták csökkentésére, általában nagy sikerrel. A Columbia Egyetem professzora, az ottani Earth Institute Fenntartható Fejlődés Központjának igazgatója, amelyet már 2002 és 2016 között is vezetett. A Columbia Egyetemen az ENSZ Fenntartható Fejlődési Megoldások Hálózatának igazgatója. António Guterres ENSZ-főtitkár különleges tanácsadója, mint Kofi Annan, Ban Ki Mun idejében. 2002 és 2006 között a ENSZ Millenniumi Fejlesztési Célok Projekt igazgatója volt. A World Happiness Report társszerkesztője.
A Time magazin 2004-ben és 2005-ben a világ 100 legbefolyásosabb embere közé sorolta a tudósok és gondolkodók kategóriájában, az Economist a három legbefolyásosabb élő közgazdász egyikének nevezte. Számos könyvet publikált, köztük három New York Times bestsellert: The End of Poverty (2005), Common Wealth: Economics for a Crowded Planet (2008) és The Price of Civilisation (2011). Utóbbi magyarul is megjelent. Szakmai konferenciák szívesen látott előadója.

## Életpályája

### Származása
Joan Abrams szociális munkás és Theodore Sachs, a szakszervezeti ügyeket támogató munkajogász második gyermeke. Nővére Andrea Sachs a Times újságírója. A család a jómódú középosztályhoz tartozott. Theodore Sachs szülei, Abraham Sachs és Esther Silverman Oroszországból vándoroltak be az USA-ba; Joan Abrams apja Ausztria-Magyarországról származott, és a második világháború után Csehszlovákából menekült az USA-ba. Sachs a zsidó kultúrát és neveltetést fontos tényezőként említi személyiségében.

### Tanulmányai
Detroit gazdag külvárosában, a Michigan állambeli Oak Parkban nőtt fel a zsidó közösségben, és az ottani High Schoolba járt, amelyet 1972-ben fejezett be. Közgazdasági tanulmányok iránti vágyát Detroitnak tulajdonítja, ahol 1967-ben fehér menekülések és zavargások zajlottak. Elmondása szerint gyakran elgondolkodott a városban a gazdagság és a szegénység közötti szakadékon.
1976-ban a Harvard Collegeban summa cum laude minősítéssel szerzett alapdiplomát, majd 1978-ban a Harvard Egyetemen közgazdaságtanból szerzett mesterdiplomát. Közgazdasági doktori tanulmányait 1980-ban fejezte be a Harvard Egyetemen Factor Costs and Macroeconomic Adjustment in the Open Economy: Theory and Evidence című értekezésével.

### Tudományos pályafutása
Szakterülete az egészségügy és a gazdasági fejlődés közötti kapcsolat, a gazdaságföldrajz, a globalizáció, a piacgazdaságra való áttérés, a nemzetközi pénzügyi piacok, a nemzetközi makrogazdasági politika koordinációja, a feltörekvő piacok, a fejlesztési gazdaságtan és a gazdasági növekedés, a globális verseny és a fejlődő és iparosodott országok makrogazdasági politikája.
1978-ban, még doktori tanulmányai kezdete előtt, beválasztották a Harvard Society of Fellows tagjai közé. 1980-ban lett a Harvard Egyetem Közgazdaságtudományi Karának oktatója, majd 1983-ban professzora.
Az 1980-as és 1990-es években számos gazdasági problémával küzdő ország kormányának adott tanácsot Latin-Amerikában, Kelet-Európában, Ázsiában és Afrikában. Jugoszlávia (1989), Szovjetunió / Oroszország (1991), Bolívia (1985), Lengyelország (1989) gazdasági válságaira „sokkterápiát” javasolt mint megoldást, ami azt jelenti, hogy gyors ütemben alakítják át gazdaságukat magántulajdonon alapuló piacgazdasággá és bekapcsolódnak a nemzetközi gazdasági integrációba.
A posztkommunista országokban végzett kríziskezelő munkáinak befejezése után Sachs a gazdasági fejlődés, a szegénység enyhítése, az egészségügyi és segélyezési politika, valamint a környezeti fenntarthatóság hosszútávú, világméretű kérdései felé fordult.
Az 1990-es évek közepétől napjainkig számos ázsiai országban, többek között Indiában és Kínában is részt vett gazdasági reformokban. Az indiai kormány főtanácsadójaként a vidéki területek egészségügyi alapellátásának fejlesztésével foglalkozott. Hasonlóképpen együttműködött a kínai kormánnyal számos fenntartható fejlődéssel kapcsolatos kérdésben, és 2001 és 2003 között magas rangú kormánytisztviselőkkel dolgozott együtt Kína nyugati országrészének fejlesztési stratégiáján.
1995 óta különösen Afrikára összpontosít. Több mint két tucat afrikai országban dolgozott, és több afrikai uniós csúcstalálkozón tanácsadóként segítette az afrikai vezetést. A Clinton-kormány magas rangú tisztviselőivel együttműködve kidolgozta az afrikai növekedési és lehetőségekről szóló törvény (AGOA) koncepcióját. Az azóta eltelt években több afrikai országban – pl. Etiópiában, Ghánában, Kenyában, Malawiban, Maliban, Nigériában, Ruandában, Szenegálban, Tanzániában és Ugandában – dolgozott kormánytanácsadóként: „Évente emberek milliói halnak meg azért, mert túl szegények ahhoz, hogy életben maradjanak […] Ennek a nyomorúságnak véget vethetünk. […] Az alapvető igazság az, hogy a gazdag világ jövedelmének kevesebb mint egy százalékáért senkinek sem kell szegénységben meghalnia a bolygón.”
1995 és 2002 között a Harvard fő gazdasági fejlesztési központjait irányította: 1995 és 1999 között a Harvard Institute for International Development (HIID), majd 1999 és 2002 között a Center for International Development (CID) élén. Ebben a minőségében gazdasági tanácsadási és fejlesztési projekteket felügyelt több tucat országban világszerte. Megalkotta és segített elindítani a Harvard Kennedy School of Government új nemzetközi fejlesztési közigazgatási mesterképzési programját (MPAID).
2002-ben lett a Columbia Egyetem Föld Intézetének igazgatója, valamint a fenntartható fejlődés, továbbá az egészségpolitika és menedzsment professzora. 
Kofi Annan nevében 2002 és 2006 között ő elnökölt az ENSZ millenniumi projektjében, amelynek feladata az volt, hogy konkrét cselekvési tervet dolgozzon ki a millenniumi fejlesztési célok elérésére. Az ENSZ Közgyűlése 2005 szeptemberében rendkívüli ülésszakon fogadta el az ENSZ Millenniumi Projektjének legfontosabb ajánlásait.
Kapcsolatban áll a National Bureau of Economic Research nevű civil szervezettel. Ban Ki Mun ENSZ-főtitkár különleges tanácsadója volt a millenniumi fejlesztési célokkal kapcsolatban, valamint az IMF, a Világbank, az OECD, a WTO és az UNDP tanácsadója.
2012-ben Ban Ki Mun elindította az ENSZ Sustainable Development Solutions Network (SDSN) projektet, melynek vezetésével Sachsot bízta meg.
2013-ban részt vett a Deep Decarbonization Pathways initiativet projekt elindításában, amely a globális felmelegedés okozta globális hőmérséklet-emelkedés 2°C-ra vagy annál alacsonyabbra való korlátozásának módszereit kutatja.
2015-ben Marcelo Sánchez Sorondo püspökkel, a Társadalomtudományok Pápai Akadémiája kancellárjával együtt megalapította az Ethics in Action for Sustainable Development kezdeményezést. Sachs II. János Pál pápa 1991-es Centesimus Annus és Ferenc pápa 2015-ös Laudato si’ enciklikájához is adott tanácsokat a fenntartható fejlődés kérdéseiben.
2016-ban kinevezték a Columbia Egyetem professzorává.
2019-ben és 2020-ban hat vatikáni konferencián tartott előadást. 2021-ben Ferenc pápa a Pápai Társadalomtudományos Akadémia rendes tagjává nevezte ki.
2020 szeptemberében másokkal együtt megalapította a Regenerative Society Foundationt, amellyel azt a célt tűzték ki, hogy a bolygó természeti erőforrásait egy (létrehozandó) regeneratív gazdaságon keresztül újjáépítsék.[forrás?]

### Családja
Felesége Sonia Ehrlich gyermekorvos, a One Million CHW Campaign igazgatója, aki 2004 és 2015 között az afrikai Millennium Villages project (MVP) egészségügyi koordinátora volt. Három gyermekük van: Lisa, Adam és Hannah. Lisa is tudományos pályára lépett. 2009-ben, 26 évesen, már a Columbia Centre on Sustainable Investment(CCSI) helyettes vezetője volt.

## Nevezetes projektjei

### Gazdaságstabilizálás
Gazdaságstabilizáló módszerei sokkterápia néven váltak ismertté, és hasonlóak voltak a két világháború után Németországban alkalmazott sikeres eljárásokhoz. Sachs különleges meglátása az volt, hogy ez a logika olyan gazdaságokra is alkalmazható, amelyekben nincs kollektív emlékezet a szabadpiacra, illetve nincs történelmi múltja a szerződési jog és a tulajdonjog kiegyensúlyozott szabályainak. Álláspontja szerint a forradalom a gazdasági változások természetes eszköze.
A sokkterápia stílusában javasolt gyors privatizációs politikáját különösen bírálták: egy fokozatosabb megközelítés nemcsak lehetséges, hanem szükséges is, mert a gazdasági reform politikai folyamat, amelyben először konszenzust kell kialakítani. Számos közgazdász, köztük Joseph Stiglitz, azt nehezményezte, hogy ez a radikális neoliberális megközelítés egyrészt hozzájárult a keleti blokk gyors gazdasági összeomlásához, másrészt nemcsak hogy nem tudta fellendíteni a gazdaságot, de lehetővé tette, hogy egy gyakran törvényen kívül cselekvő oligarcha átvegye az irányítást az újonnan privatizált erőforrások nagy része felett.

#### Boliviában
1986 és 1990 között Sachs a bolíviai elnök tanácsadója volt, és ebben a minőségében segített kidolgozni és végrehajtani egy stabilizációs programot, amely Bolívia inflációs rátáját évi 40 000 százalékról 10 százalékra csökkentette. Szerinte az infláció legyőzésének legkevésbé fájdalmas módja a múlttal való tiszta szakítás, a költségvetési és monetáris fegyelem, valamint az elitet védő és a szabadpiacot akadályozó gazdasági szabályozás megszüntetése.
Ő volt az egyik megalkotója Bolívia 1988-as adósság-visszavásárlási programjának, amely az 1980-as évek első 
adósságcsökkentési programja volt, és amelynek eredményeként Bolívia kereskedelmi banki adóssága felére csökkent. Hónapokig tartó feszült tárgyalásokat követően az ország a nemzetközi hitelezők felé fennálló 3,3 milliárdos adósságát dolláronként 11 centért rendezte. Ez akkor Bolívia GDP-jének körülbelül 85%-át tette ki. A bolíviai visszavásárlás sikere fontos útmutatás volt a fejlődő országok adósságválságának megoldásában.

#### Lengyelországban
Amikor 1989 szeptemberében Tadeusz Mazowiecki, a Szolidaritás képviselője lett Lengyelország miniszterelnöke, új kormánya a világ legsúlyosabb pénzügyi válságával – havi 40 százalékos inflációval és az alapvető javak széles körű hiányával, az 1970-es évek vége óta tartó gazdasági és ökológiai hanyatlás következményeivel – szembesült. Kormánya – hasonlóan Magyarország és Csehszlovákia új demokratikus kormányaihoz – az addigi, kapitalizmus és az államszocializmus közötti harmadik úttal való kísérletezés politikája helyett a nyugat-európai gazdasági intézményrendszert kívánta átvenni ill. újra telepíteni.
Sachs átfogó tervet készített a szovjet típusú gazdasági tervezéstől kezdve a piaci gazdaságra való áttérésig, amely beépült a Leszek Balcerowicz pénzügyminiszter vezette lengyel reformprogramba. David Liptonnal, az IMF közgazdászával együtt javaslatot dolgoztak ki az összes ingatlan és vagyontárgy állami tulajdonból magántulajdonba való gyors átalakítására. Ez számos versenyképtelen gyár bezárását eredményezte. Sachs határozottan a kapitalizmusba való gyors átmenet mellett állt. Először amerikai típusú vállalati struktúrákat javasolt, amelyekben professzionális menedzserek felelnek a sok részvényesnek, és a tőzsde nagy gazdasági szerepet kap. Ettől a lengyel hatóságok idegenkedtek, ezért azt javasolta, hogy a privatizált vállalatok részvényeinek nagy részét magánbankok kezébe adják. Ennek eredményeként ugyan gazdasági hiány és infláció keletkezett, de az árak végül stabilizálódtak. A lengyel kormány 1999-ben Sachsnak adományozta az egyik legmagasabb kitüntetését, a Lengyel Érdemrend parancsnoki keresztjét; a Krakkói Gazdasági Egyetemtől pedig 2007-ben tiszteletbeli doktori címet kapott.

#### Jugoszláviában
Jugoszlávia 1989-ben megkötötte az IMF-fel az úgynevezett „Marković-Sachs-programot”, amely csak az IMF nyomására jött létre. 1989/90-ben néhány hónapon belül radikális importliberalizációt hajtottak végre, melynek során 2435 vállalat ment csődbe, összesen 1,3 millió alkalmazottal. Jugoszlávia bruttó nemzeti terméke 1990-ben 7,5 százalékkal, 1991-ben pedig 15 százalékkal csökkent.

#### Szlovéniában és Észtországban
1991-ben Sachs tanácsot nyújtott a szlovén kormánynak, 1992-ben pedig az észt kormánynak egy új nemzeti valuta bevezetéséről. A pénzügyi reform mindkét esetben sikeresnek bizonyult, lehetővé téve ezeknek az országoknak a hiperinfláció megszüntetését és a monetáris stabilitás helyreállítását.
Észtországgal egy harwardi tanítványa, Ardo Hansson révén került kapcsolatba, akinek pályafutását ő indította el, s aki később az Észt Központi Bank elnöke lett.

### Stratégia a szegénység ellen
„A történelmet a gazdagok írják, ezért mindenért a szegényeket hibáztatják.”
Sachs elkötelezett a rendkívül szegény országok széles körű adósságkönnyítése mellett és a betegségek, különösen a HIV/AIDS elleni küzdelemben a fejlődő országokban. Szerinte, ha a nyugati országok, különösen az USA, betartják ígéretüket, miszerint a bruttó nemzeti jövedelmük 0,7 százalékát globális fejlesztési programokra fordítják, a szélsőséges globális szegénység 2025-ig felszámolható. A szegénység vége című könyvében a hagyományos, felülről lefelé irányuló fejlesztési politikával szemben – amely szerint a kevésbé fejlett országoknak nyújtott segélyeket a nyugati kormányoknak és az NGO-knak kell megtervezniük és adományozniuk – egy alulról felfelé építkező megvalósítást javasolt, amelyben a kedvezményezett országok adnák meg az adományozóknak a beruházási célokat.

#### Millennium Villages Project
Az általa irányított Millennium Villages Project (MVP) tíz afrikai országban működött, több mint 500 000 embert érintve. Az MVP jelentős sikereket ért el a mezőgazdasági termelés növelésében, a gyermekek alultápláltságának csökkentésében és a gyermekhalandóság arányának csökkentésében, eredményeit több, szakértők által lektorált publikációban ismertették. A millenniumi fejlesztési célok elérését szolgáló integrált vidékfejlesztés alapkoncepciói időlözben már országos szinten alkalmazásra kerülnek Nigériában és Maliban, továbbá számos más ország is felhasználja őket a nemzeti szegénységellenes programok támogatására.

## Nézetei
"Hiszek a szociális piacgazdaság, illetve a szociáldemokrata gazdaság értékében, ami azt jelenti, hogy a piacgazdaságot a jogállamiság szabályozza, és olyan társadalmi intézmények működnek, amelyek garantálják az egészséghez, az oktatáshoz, a környezethez és a szociális védelemhez való egyetemes jogokat. Ehhez vegyes gazdasági rendszerre van szükség, amelyben a kormánynak fontos szerepe van a szociális szolgáltatások, a környezetvédelem és a jogállamiság előmozdításában."

### Görög gazdasági válság
2015 júliusában, a görög gazdasági válság idején, Heiner Flassbeck, Thomas Piketty, Dani Rodrik és Simon Wren-Lewis közgazdászokkal együtt, nyílt levelet tett közzé Angela Merkelhez, amelyben felszólította, hogy csökkentse Görögország adósságát, és adjon hosszú időt az ottani kormánynak a fennmaradó adósság visszafizetésére: ”Az a végtelen megszorítási politika, amelyet Európa rákényszerített Görögország lakosságára, egyszerűen nem működik. […] Az adósság a bruttó hazai termék 175 százalékára emelkedett, ami fizethetetlen. A gazdaság összeomlott, az adóbevételek zuhanórepülésben vannak, a termelési és foglalkoztatási adatok alacsonyak, a vállalatok pedig tőkehiányban szenvednek. […] A humanitárius következmények hatalmasak: a gyermekek 40 százaléka él szegénységben, a csecsemőhalandóság az egekbe szökött, a fiatalok munkanélküliségi rátája pedig közel 50 százalék. […] A Berlinben és Brüsszelben kieszelt gyógyszer rosszabb, mint maga a betegség. […] Meg kell engednünk Görögországnak, hogy csökkentett adósságait hosszú távon törlessze. Most van itt az ideje, hogy újragondoljuk a kudarcba fulladt megszorítási politikát. Ehhez részben el kell engedni a görög adósságokat, és egyúttal el kell fogadni a Görögországban sürgősen szükséges reformokat”. A tárgyalások során Sachs számos Twitter üzenetben fejezte ki felháborodását a német pénzügyminiszter hozzáállása miatt: „Schäuble teljesen ellenzi Görögországot, viselkedése teljesen irracionális. […] Schäuble csak követeléseket támaszt, de megoldásokat nem kínál. […] Görögország lehet, hogy inkompetens, de a német kormány vezetői kegyetlenek. […] Görögországnak […] adósságcsökkentésre van szüksége, ahogyan azt Németország is megkapta 1953-ban a londoni adósságkonferencián.”

### Katolikus Egyház
Sachs régóta támogatja a fejlődő országokban a fogamzásgátlás széles körű elterjesztésén keresztül a születési ráta csökkentését, ami nehezen egyeztethető össze a katolikus társadalmi tanításokkal és az egyház a globális gazdasági fejlődésről és a környezetvédelemről szóló vitákban képviselt álláspontjával. Sorondo püspök mégis helyeselte Sachs (módosított) nézeteit: „Ferenc pápa támogatja a ’felelős szülői szerepet’, amelyet VI. Pál pápa is megfogalmazott. Ez az elgondolás azt jelenti, hogy a családok, azaz az anyák és apák együttesen, észszerű döntést kell hozzanak a gyermekvállalásról, figyelembe véve körülményeiket, és elsődleges célként szem előtt tartva gyermekeik boldog jövőjét. […] Az abortuszhoz való hozzáférés minden nemzet saját döntése. A fenntartható fejlődési célok és a 2030-as menetrend (a 2030-ig megvalósítandó 17 globális cél listája) nem említi az abortuszt, és nem támogatja azt.”
Szerinte a pápa a „legmeggyőzőbb vezetői hang a bolygón”, a katolikus egyház társadalmi tanításai „abszolút fontosak és meggyőzőek, etikus világképet nyújtanak, és etikai keretet biztosítanak a gazdaság számára. Az amerikai közgazdaságtan túl gyakran a brit liberalizmuson alapul, egy olyan hagyományon, amelynek etikai dimenziója két szóban foglalható össze: ’Hagyjatok békén!’”

### IMF
Sachs – főképp az 1990-es években – többször bírálta az IMF-et annak politikája miatt, és a bankárokat hatástalan befektetési stratégiákkal vádolta: ”Itt az ideje, hogy a világ komolyan megvizsgálja a Nemzetközi Valutaalapot. Az elmúlt három hónapban ez a kis, titokzatos intézmény 350 millió embernek diktálta a gazdasági feltételeket Indonéziában, Dél-Koreában, a Fülöp-szigeteken és Thaiföldön. Több mint 100 milliárd dollárt tett kockára az adófizetők pénzéből kölcsönök formájában. […] Miközben az IMF az „átláthatóságról” papol, döntéseiről gyakorlatilag semmilyen érdemi nyilvános dokumentációt nem nyújt, kivéve néhány oldalnyi sajtóközleményt, amelyekből hiányoznak a programjainak komoly szakmai értékeléséhez szükséges technikai részletek. Figyelemre méltó, hogy a nemzetközi közösség ezt a helyzetet normálisnak fogadja el. […] Három általános következtetés vonható le. Először is, az IMF túl nagy hatalommal rendelkezik: egyetlen ügynökség sem lehet felelős a fejlődő világ felének gazdaságpolitikájáért. Másodszor, az IMF végrehajtó testületének feladata a személyzet felügyelete, nem pedig a személyzet javaslatainak automatikus jóváhagyása. Ideje, hogy a testület az IMF műveleteinek előkészítő szakaszában külső szakértőkkel konzultáljon, és nemzetközi véleményt kérjen az ázsiai válság okairól és politikai következményeiről. Harmadszor, az IMF tevékenységét nyilvánosságra kell hozni, hogy a szakmai vita és "professzionalizmusához, különösen mivel (minden hibája ellenére) a Alap biztosan még sok éven át fontos szerepet fog játszani.”
„Az IMF megpróbálja irányítani a világ nagy részét, és természetesen nem tudja ezt hatékonyan megtenni. Több mint 60 országban van programja, és gyakorlatilag diktálja (vagy megpróbálja diktálni) ezeknek az országoknak a gazdaságpolitikáját. Ez lehetetlen és ostoba feladat. Az IMF-nek nincs különösebb szakértelme a volt kommunista világ átmeneti társadalmaiban vagy az afrikai gazdasági fejlődésben. Ezeken a területeken csúfos kudarcot vallott. […] A Világbank helyzete sem jobb. Ő is megpróbálja irányítani a világot, vagy legalábbis a világ legszegényebb részét. Ő is rendkívül túlterjeszkedett.”

### US szankciók Venezuela ellen
Egy 2019-es, Sachs és Mark Weisbrot által írt jelentés szerint Venezuelában 2017 és 2018 között a halálesetek számának 31%-os növekedését az USA által 2017-ben kivetett szankciók okozhatták, és hogy 40 000 ember halhatott meg emiatt. Továbbá: „A szankciók megfosztják a venezuelaiakat az életmentő gyógyszerektől, orvosi felszerelésektől, élelmiszerektől és más alapvető importtermékektől.” Weisbrot kijelentette, hogy „nem tudja bizonyítani, hogy ezek a többlethalálozások a szankciók következményei, de azt mondta, hogy a növekedés párhuzamosan zajlik az intézkedések bevezetésével és az olajtermelés ezzel járó csökkenésével.”
Az amerikai külügyminisztérium szóvivője visszautasította a vádakat: „[…] a jelentés spekulációkon és feltételezéseken alapul. A venezuelai gazdasági helyzet évtizedek óta romlik […] Maduro alkalmatlansága és rossz gazdálkodása miatt. Nicolás Maduro és korrupt társai kizárólagos felelősséget viselnek a venezuelai nép szenvedéseiért, több mint 3 millió venezuelai meneküléséért más országokba és a számtalan halálesetért. Szankcióink válaszul születtek korrupciójukra, rossz gazdálkodásukra és visszaéléseikre, és hozzájárulnak ahhoz, hogy elvegyük a Maduro-rezsimtől azokat a forrásokat, amelyeket a venezuelai nép elnyomására használ.”

### A COVID-19
A járvány kitörésének okára / helyére vonatkozó találgatások során – az USA-ban Kína volt a favorit és Donald Trump rendszeresen kínai kórnak (china disease) nevezte – Sachs kijelentette, hogy a COVID-19 „nagy valószínűséggel egy amerikai támogatást élvező laboratóriumi kutatási programból származik […] Természetesen lehetséges a természetes terjedés is. Jelenleg mindkét hipotézis elfogadható.” 2022 augusztusában egy Robert F. Kennedy Jr. podcastban azzal vádolta az amerikai National Institutes of Health tisztségviselőit és Anthony Fauci amerikai egészségügyi és humánszolgáltatási biztost, hogy „nem őszinték” a COVID eredetével kapcsolatban.
Sachs volt a The Lancet című folyóirat 2020 tavaszán létrehozott COVID-19 bizottságának elnöke, amely 2022 október 8-án egy 57 oldalas átfogó jelentést tett közzé a világjárványról, amelyben számos javaslatot is megfogalmaztak jövőbeli világjárványok kezelésre. A jelentés a vírus eredetét illetően csak annyit mondott, hogy további vizsgálatokra van szükség annak tisztázásához: ”Nem tudjuk, honnan származik a SARS-CoV-2, a vírus, amely ezt a világjárványt okozta. Egyes tudósok feltételezik, hogy egy piacról származik. Sok tudós attól tart, hogy a SARS-szerű vírusokkal kapcsolatos munka során egy laboratóriumból került ki.” […] „Mindkét hipotézis életképes. Egyiket sem sikerült megcáfolni.”

### Orosz invázió Ukrajnában
Szerinte “az Egyesült Államok provokálta ki az ukrajnai háborút azzal, hogy egy 1990-es évek elején kidolgozott terv szerint agresszíven bővítette a NATO-t. Az amerikai kormány hazudott erről a történelemről, beleértve szerepét több rezsimváltási műveletben. Ukrajna tragikus módon középen ragadt. Ezt ma már számos dokumentum támasztja alá. A háború teljes egészében elkerülhető lett volna, ha az Egyesült Államok nem törekedett volna a NATO ukrajnai terjeszkedésére, ha az Egyesült Államok nem csatlakozott volna a 2014. februári puccshoz Viktor Janukovics ukrán elnök ellen, ha az Egyesült Államok betartotta volna a Minszk II. megállapodást, és ha az Egyesült Államok 2021 decemberében és 2022 januárjában nyíltan és bölcsen tárgyalt volna Oroszországgal. A háború 2022 márciusában vagy áprilisában egy Ukrajna semlegességén alapuló békeegyezénnyel véget érhetett volna, ha az Egyesült Államok nem avatkozott volna be az egyezmény megakadályozására.” (Békés rendezésre szólított fel 2022 decemberében is, amikor a Nemzeti Bank meghívására Magyarországon járt és Orbán Viktorral találkozott.)
A neokonzervatívok, köztük Joe Biden, az 1990-es évek vége óta törekedtek arra, hogy az USA kiterjessze a NATO-t Ukrajnára (és Grúziára) – annak ellenére, hogy Oroszország ezt a nemzetbiztonságát fenyegető egzisztenciális veszélynek tekintette, és ezt többször is világossá tette –, „megvetették, figyelmen kívül hagyták vagy megakadályozták a békés rendezés és a reménytelen és veszélyes konfliktus befejezésének többszörös lehetőségét, gyakran terjesztve azt a nagy hazugságot, hogy Oroszország, nem pedig az USA az, aki nem hajlandó tárgyalni.” “Oroszország jelentős tűzerővel rendelkezik, és vakmerőség az ország legyőzéséről beszélni […] az USA – úgy tűnik – azt hiszi, hogy katonailag legyőzheti Oroszországot, és a Nyugat támogatja Ukrajnát az Oroszország kiszorítására tett erőfeszítéseiben. Ennek alapján Ukrajna úgy döntött, hogy nem folytatja a tárgyalásokat […] Ehelyett megváltoztatta a hangnemet, és kijelentette, hogy most már az a céljuk, hogy legyőzzék Oroszországot. Ez a háború, a globális veszélyek, és a gazdasági károk eszkalálódását és egy elvesztett lehetőséget jelent, hogy megtaláljuk a konfliktusból kivezető utat."
2022 júniusában Sachs a tudomány és kultúra több rangos képviselőjével közösen közzétett egy nyílt levelet, amely tűzszünetre szólított fel, és megkérdőjelezte a nyugati országok Ukrajnának nyújtott folyamatos katonai támogatását: „A Nyugatnak egységesen kell fellépnie Oroszország ukrajnai agressziójával és további revánsiszta követeléseivel szemben. Az ukrajnai háború folytatása azonban nem megoldás a problémára. […] A Nyugatnak mindent meg kell tennie annak érdekében, hogy a felek a közeljövőben tárgyalásos megoldáshoz jussanak. Csak így lehet megelőzni egy évekig tartó, végzetes helyi és globális következményekkel járó kimerítő háborút, valamint egy olyan katonai eszkalációt, amely akár a nukleáris fegyverek alkalmazásáig is elmehet.”
Az Északi Áramlat gázvezeték 2022 szeptemberi megrongálását követő tetteskeresés kapcsán (Oroszok? Amerikaiak? Ukránok? NATO?...) Sachs úgy vélte, hogy az Egyesült Államok is lehet a tettes. (Meggyőződése, hogy az USA-ban nem lehet megbízni.) 2023 februárjában az orosz kormány felkérésére az ENSZ Biztonsági Tanácsa előtt tett nyilatkozatában nem nevezett meg gyanúsítottat: „a szabotázs következményei óriásiak, nemcsak a gazdasági veszteségek miatt, hanem a határokon átnyúló infrastruktúrát, köztük a tenger alatti internetkábeleket és a tengeri szélerőműveket fenyegető fokozott veszély miatt is. Az ENSZ Biztonsági Tanácsának felelőssége, hogy foglalkozzon azzal a kérdéssel, hogy ki követhette el a cselekményt, hogy az elkövetőt nemzetközi bíróság elé állítsa, kártérítést követeljen a károsultaknak, és megakadályozza a jövőbeni hasonló cselekményeket.”
2023 márciusában az USA-ban élő Yuriy Gorodnichenko ukrán közgazdász nyílt levélben tiltakozott Sachs Ukrajnával kapcsolatos nézetei ellen, amelyet több mint háromszázan aláírtak.

### Az USA kivételessége
Sachs szerint „Ha van valami, amit az Egyesült Államok nem szeret, az a semlegesség. 'Vagy velünk vagy, vagy ellenünk' – ez az alapállása, amely arrogancián alapul és szinte soha nem vezet sikerre.”
„Az Amerikai Egyesült Államok régóta kivételes nemzetnek tekinti magát, sőt Isten új Izraelének, amelynek feladata a világ megváltása. Ez a nézet mindkét párt támogatását élvezi, és mély gyökerei vannak az ország történelmében, kultúrájában és vallási hagyományaiban. Az amerikai kivételességet dicsőítő legutóbbi megnyilvánulások között említhető Ronald Reagan leírása, amelyben Amerikát ’a dombon ragyogó városnak’ nevezte, valamint Madeleine Albright `’pótolhatatlan nemzetnek’ titulálta. Reagan a puritán vezető John Winthropra utalt, aki Jézus szavait idézve (Máté 5:14) a gyarmati településeket ’a dombon álló városnak’ nevezte, amelyre a világ szemei szegeződnek. Az amerikai kivételességet a nemzet polgári vallásának is nevezik." (Ennek a hitnek a veszélyességére már 1989-ben figyelmeztetett William Fulbright szenátor – érdekes módon ugyanerre a Máté Evangéliumi mondatra hivatkozva: „A történelmi esélyek ellenünk szólnak. Mi, az Egyesült Államok, a múlt oly sok nagyhatalmának útjára léphetünk – a hatalmi politika és a másik nagyhatalommal való esztelen rivalizálás útjára, az ókori Athén és a múlt század egykor hatalmas, mára bukott európai birodalmainak útjára – egykori nagyszerű ígéretünk, a ’város a dombon’ ígérete jelzálogba került és végül feláldoztuk a hatalom arroganciájának.”)
A 2018-ban megjelent A New Foreign Policy című könyvében Sachs amellett érvel, hogy az USA kivételes nemzetként való önfelfogása már a 20. században is anakronisztikus volt és egy sor külpolitikai hibához vezetett: például háborúkhoz, rendszerváltásokhoz és szankcionált rezsimekhez. Tekintettel arra, hogy az Egyesült Államok világviszonylatban a kereskedelem, az ipari termelés és a népesség aránya tekintetében relatíve veszített jelentőségéből, Sachs arra figyelmezteti az amerikai külpolitikát, hogy ne szigetelje el magát még jobban. Számára az „új selyemút” és a kínai kezdeményezés, a Globális Energiahálózati Együttműködés és Fejlesztés a kölcsönös előnyök érdekében történő sikeres nemzetközi együttműködés példái. Oroszország 1990-es évekbeli átalakulását az Egyesült Államok nem ismerte el, és nem nyújtott segítséget az orosz gazdaság átalakulási nehézségeihez. Emellett a NATO keleti bővítése az USA és Oroszország közötti konfliktus másik alapvető oka. Ehelyett az USA-nak jobban be kellene kapcsolódnia az ENSZ-be, ratifikálnia kellene a még fennálló egyezményeket és újra csatlakoznia kellene a Párizsi éghajlatvédelmi egyezményhez, növelnie kellene a fejlesztési segélyeket, továbbá az ország gazdasági igényeihez kellene igazítania a migrációt. 
2003 végén, amikor George W. Bush újabb 87 milliárd dollárt kért a kongresszustól az iraki háború finanszírozására, Sachs a Boston Globeban elítélte a kormányt, amiért az egy drága olajháborút folytat, miközben elhanyagolja az 500 millió nyomorgó afrikait. Cikkében felidézte a közel-keleti despotákkal kötött amerikai szövetségek szégyenteljes történetét, „hogy az olaj tovább folyjon”; és figyelmeztetett, hogy ez a politika az Egyesült Államokkal szembeni hatalmas ellenszenvet generál. Szerinte a világ nem fogja a végtelenségig tűrni egy, az emberiség kevesebb mint 5 százalékát reprezentáló ország uralmát, és az amerikai nép végül nagy árat fog fizetni hatalmi fantáziájáért.

### A pénzügyi korrupció globális rendszere
2016-ban, a Panama-akták botránya kapcsán Sachs kifejtette, hogy a pénzügyi korrupció globális rendszere jobban függ a büntetlenségtől, mint a titoktartástól, mert a gazdagok és a hatalmasok (személyek, testületek, országok) még akkor is megmenekülnek a büntetés elől, amikor a visszaéléseik teljes nyilvánosság előtt zajlanak. Bár a Nyugat jogosan támadja a legmagasabb szintű politikai korrupciót – Afganisztántól és Nigériától Malajziáig, Brazíliáig, Dél-Afrikáig, a FIFA-ig, … –, a korrupciós csatornák és paradicsomok túlnyomóan a "nagyfiúk" – az Egyesült Államok és az Egyesült Királyság – tulajdonában és működtetésében vannak, és teljes mértékben függenek a teljes büntetlenségtől. E két ország áll a globális visszaélések rendszerének középpontjában – Nagy-Britannia teremtette meg a globális pénzügyek modern világát a 19. században, a Wall Street pedig a második világháború után lett társvezető –, úgyhogy szerinte a korrupció elleni harcot náluk kellene elkezdeni.

### Izrael, USA, palesztinok
2021-es írásában Sachs kijelentette, hogy „Az emberi jogok emberi jogok, és az ENSZ Alapokmánya értelmében a nemzetközi jog részét képezik. Akár  Hszincsiangról és az ujgurokról, akár Mianmarról és a rohingjákról, akár Izraelről és a palesztinai arabokról van szó, a nemzetközi jog védelmének helyes módja az ENSZ, kezdve az ENSZ Emberi Jogi Tanácsának égisze alatt folyó független vizsgálattal.”

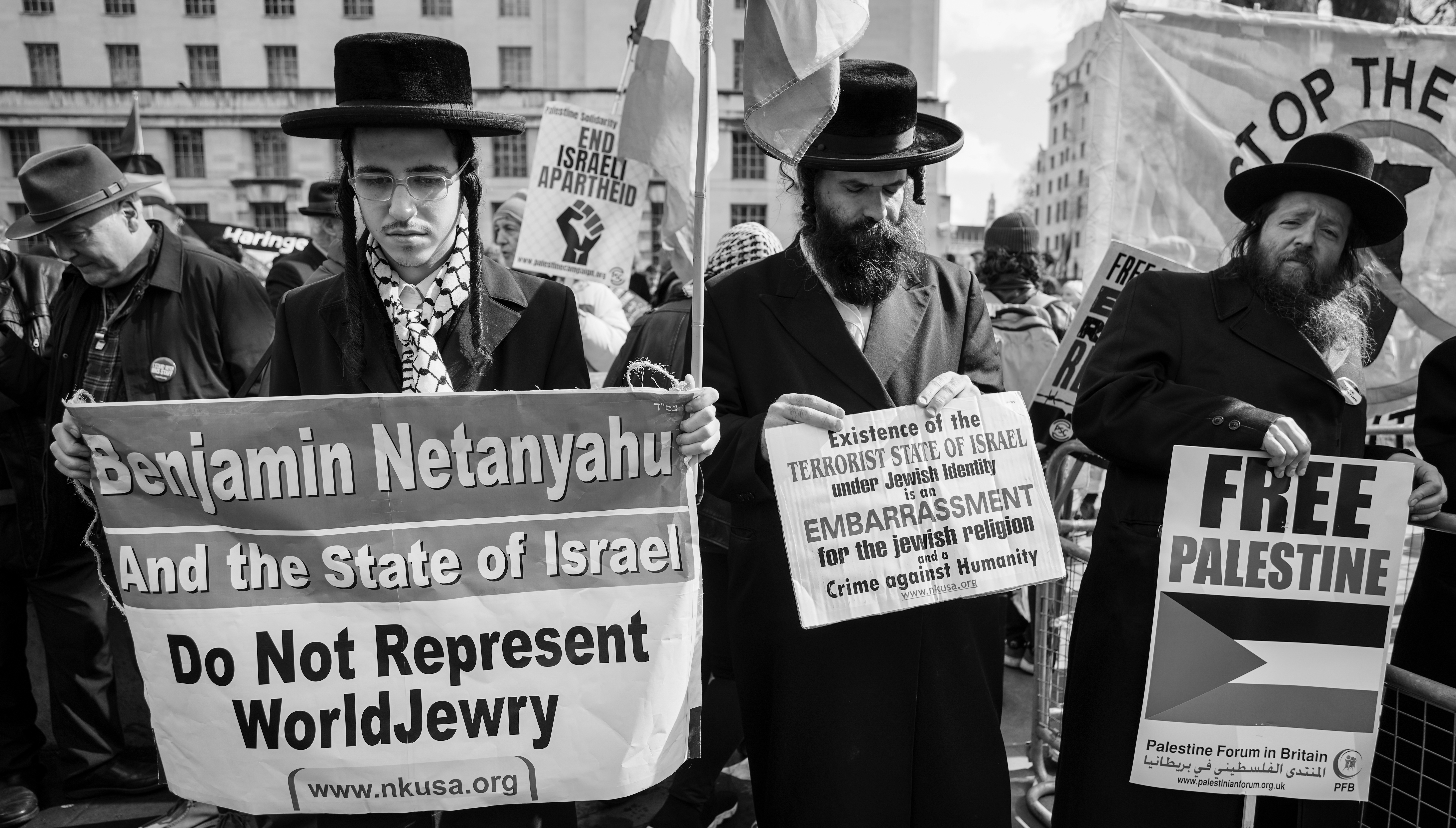
Zsidó tüntetés Benjamin Netanjahu ellen 2023. március 24-én

Sachs rendszeresen és következetesen bírálja Izrael és az USA palesztinokat illető politikáját, mint ahogy ezt pl. Noam Chomsky, Nahum Goldmann, a Zsidó Világkongresszus alapítója és 1947–77 közötti elnöke, Bernie Sanders és J. William Fulbright szenátor, vagy a magyar származású Holokauszt túlélő Stephen Kapos is tette. Legélesebben 2021-ben fogalmazott: „Izraelnek a legutóbbi brutális gázai támadását igazolni próbáló kísérlete üresnek hangzik mindenki számára, aki ismeri az izraeli eseményeket, ahol Benjámín Netanjáhú miniszterelnök kormánya arabellenes rasszisták támogatásával szisztematikusan, kegyetlenül és kitartóan megsérti az arab lakosság alapvető emberi jogait. […] Netanjáhú azt állítja, hogy a zsidó nép nevében cselekszik. Ez azonban biztosan nem igaz. Sok zsidó szerte a világon, köztük én is, elutasítja Netanjáhú rasszista politikáját. […] Amerikai állampolgárként mélyen aggaszt az amerikai kormány (térd)reflexszerű, automatikus támogatása Izraelnek. […] Az igazság az, hogy az amerikai kormány kritika nélküli támogatása Izrael iránt inkább az evangélikus keresztényektől […] függ, mint az amerikai zsidóktól, akiket Netanjáhú tettei mélyen megosztanak. […] Ráadásul a […] Donald Trump által Izraelnek az elmúlt években adott blankó csekk ösztönözte a szélsőséges rasszizmust az izraeli társadalom egyes részeiben, és az izraeli vezetőkben azt az érzést keltette, hogy semmilyen visszaélés, amit elkövetnek vagy eltűrnek, nem ingathatja meg az amerikai kormány támogatását”.
Írásának, amely Izrael 2025. június 12-i Irán elleni támadását, valamint annak előzményeit tárgyalja, az "Állítsátok meg Netanjáhút,mielőtt mindannyiunkat megöl" címet adta: "Benjamin Netanjáhú Izrael miniszterelnöke közel 30 éve háborúba és pusztításba sodorja a Közel-Keletet. Ez az ember a erőszak puskaporos hordója. Az általa támogatott háborúk során mindig a nagy dobásról álmodott: az iráni kormány legyőzéséről és megdöntéséről. Régóta áhított háborúja, melyet most indított el, nukleáris armageddonba sodorhat minket, hacsak meg nem állítják. […] 1996-ban Netanjáhú és amerikai tanácsadói kidolgozták a Tiszta szakítás stratégiát. Azt javasolták, hogy Izrael ne vonuljon ki az 1967-es háborúban elfoglalt palesztin területekről regionális békéért cserébe. Ehelyett Izrael saját ízlése szerint formálná át a Közel-Keletet. […] Izrael támadása nem csak a[z iráni nukleáris program korlátozására vonatkozó] tárgyalások sikeres előrehaladása közepette történt, hanem néhány nappal azelőtt, hogy megkezdődött volna az ENSZ palesztin konferenciája, amely előrelépést jelentett volna a kétállami megoldás ügyében. A konferenciát most elhalasztották. […] Az elmúlt 30 évben Netanjáhú és amerikai támogatói tönkretették vagy destabilizálták az Észak-Afrikától Északkelet-Afrikán át, a Földközi-tenger keleti partjáig és Délnyugat-Ázsiáig terjedő 4000 km-es sávot. Céljuk az volt, hogy megakadályozzák egy palesztin állam létrejöttét a palesztin ügyet támogató kormányok megdöntésével."

### EU és USA
2025. február 19-én Sachs az Európai Parlamentben tartott beszédében egyebek között felszólította Európát, hogy szabaduljon meg az USA befolyásától és alakítsa ki saját külpolitikai irányvonalát: 
„Az Egyesült Államok különösen 1990-91-ben, majd a Szovjetunió összeomlásával arra a véleményre jutott, hogy mostantól az USA irányítja a világot, és nem kell figyelembe vennie senki véleményét, vörös vonalait, aggályait, biztonsági szempontjait, nemzetközi kötelezettségeit vagy az ENSZ kereteit. […] Európa súlyos árat fizetett ezért, mert ebben az időszakban nem volt külpolitikája […] Nem volt hangja, nem volt egység, nem volt határozottság, nem voltak európai érdekek, csak amerikai lojalitás. Voltak pillanatok, amikor nézeteltérések voltak, és szerintem nagyon csodálatos nézeteltérések. Az utolsó jelentős eset 2003-ban volt, az iraki háború előtti időszakban, amikor Franciaország és Németország kijelentette, hogy nem támogatja az Egyesült Államokat abban, hogy az ENSZ Biztonsági Tanácsát megkerülve háborút indítson. […] Egy háborút, amelyet Paul Wolfowitz, és Douglas Feith Netanjahuval összehangoltan indítottak. És ez volt az utolsó alkalom, hogy Európának volt hangja.”
„Európának saját külpolitikára van szüksége, amely nem csak oroszgyűlöletre épül. Európának olyan külpolitikára van szüksége, amely reális, megérti Oroszország helyzetét, megérti Európa helyzetét, megérti, mi Amerika és mit képvisel, és amely megpróbálja elkerülni, hogy Európát az Egyesült Államok megszállja. Egyáltalán nem lehetetlen, hogy Trump Amerikája csapatokat küld Grönlandra. […] Európának valami másra van szüksége, mint 'Igen, alkudozunk Trump úrral, és félúton találkozunk vele.' Kérem, alakítsanak ki európai külpolitikát. Hosszú ideig együtt kell élniük Oroszországgal, ezért kérem, tárgyaljanak Oroszországgal. Mind Európának, mind Oroszországnak komoly biztonsági kérdései vannak, de a nagy szavak és az oroszgyűlölet egyáltalán nem szolgálják az önök biztonságát. Egyáltalán nem szolgálják Ukrajna biztonságát. Ez az amerikai kaland, amelyhez önök csatlakoztak, és amelynek jelenleg önök a legfőbb szurkolói, körülbelül 1 millió ukrán áldozatot követelt.”
„A Közel-Kelettel kapcsolatban egyébként az Egyesült Államok 30 évvel ezelőtt teljesen átadta a külpolitikát Netanjahu kezébe. Az izraeli lobbi uralja az amerikai politikát. Kérem, ne legyenek kétségeik ezzel kapcsolatban. Órákig tudnám magyarázni, hogyan működik ez. Nagyon veszélyes. Remélem, hogy Trump nem fogja tönkretenni a kormányát, és ami még rosszabb, a palesztin népet Netanjahu miatt, akit háborús bűnösnek tartok, és akit az ICC jogosan vád alá helyezett.“ “Az egyetlen módja annak, hogy Európa békében éljen a Közel-Kelet határain, a kétállami megoldás. Ennek egyetlen akadálya az Egyesült Államok vétója az ENSZ Biztonsági Tanácsában, az izraeli lobbynak engedelmeskedve. Tehát, ha azt akarják, hogy az EU-nak legyen némi befolyása, mondják meg az Egyesült Államoknak, hogy hagyjon fel a vétóval. Ebben az Európai Unió körülbelül 160 másik országgal állna együtt a világon. […] Netanjahu legnagyobb álma az Egyesült Államok és Irán közötti háború. És ezt nem adta fel. Nem lehetetlen, hogy az USA és Irán háborúba kerül. Európa azonban megakadályozhatja ezt – ha saját külpolitikája van. Remélem, hogy Trump véget vet Netanjahu befolyásának az amerikai politikában. Ha nem, az EU a világ többi részével együttműködve is elérheti a békét a Közel-Keleten”.
“Végül hadd mondjak néhány szót Kínáról: Kína nem ellenség. Kína csupán egy nagy sikertörténet. Az Egyesült Államok azért tekinti ellenségnek, mert Kína gazdasága nagyobb, mint az Egyesült Államoké (nemzetközi árakban mérve). Az Egyesült Államok nem képes elfogadni a valóságot. Európának nem szabad ezt tennie. Ismétlem: Kína nem ellenség és nem jelent fenyegetést. Kína Európa természetes partnere a kereskedelemben és a globális környezet megóvásában.”
(A teljes beszéd: videón angolul ill. német szinkronnal és (nem szó szerinti) leiratban angolul ill. németül)

### USA és Kína
A Szovjetunió összeomlását – s azzal a hidegháború befejeződését – követően egy ország sem jelentett kihívást az USA egyeduralmi státuszának, bár Oroszország nem adta fel nagyhatalmi ambícióit. Viszont „Kína gyors technológiai fejlődése megdöbbentette az amerikai döntéshozókat, különösen a nemzetbiztonsági apparátusban. A ’Made in China 2025’ program egy merész, magabiztos és mégis teljesen reális nyilatkozat Kína azon szándékáról, hogy kifejlessze a 21. század kulcsfontosságú technológiáit a fejlett számítástechnika, a robotika, a megújuló energia, a precíziós orvostudomány, a mezőgazdaság és az alacsony szén-dioxid-kibocsátású közlekedés terén. Kína egyik legjelentősebb ambiciózus terve, hogy úttörő szerepet vállaljon egy világméretű, megújuló villamosenergia-hálózat kiépítésére, amely a maga nemében és nagyságrendjében az első. Trump kereskedelmi háborújának az a célja, hogy leállítsa Kína szemtelenségét.”
Sachs véleménye szerint "Kína nem az a súlyos fenyegetés, aminek az Egyesült Államok nap mint nap beállítja. Kína egy 1,4 milliárd fős ősi civilizáció (a világ népességének csaknem egyötöde), amely más sikeres országokhoz hasonlóan magas életszínvonalra és technológiai kiválóságra törekszik. 1839 és 1949 között a Nyugat és Japán nagyon rosszul bánt vele, és ezek az emlékek még mindig élnek. Globális problémáinkat nem azzal oldjuk meg, hogy hasztalanul megpróbáljuk „kordában tartani” Kínát, hanem azzal, hogy együttműködünk, tárgyalunk, kereskedünk és igen, gazdasági versenyben állunk Kínával.” „Az amerikai politikusok azt kockáztatják, hogy ’szörnyű hibát’ követnek el a Kínával való feszültség fokozásával […] Már a legutóbbi hidegháború is elég veszélyes volt […] Ez a mostani még veszélyesebb lenne. Teljesen félreértve és félrevezetve sok amerikai Kínára akarja ráterhelni, és azt gondolja, hogy mi irányítjuk a show-t, ami egy nagyon veszélyes gondolkodásmód.” (William Fulbright szenátor már 1966-ban figyelmeztetett: ”Kína Ázsia legfőbb hatalma, s bármit is teszünk vagy mondunk, az is marad.”)
„Az alapvető tény az, hogy Kína bruttó hazai termelése (GDP) 2023-ban 5,2 százalékkal nőtt, míg az Egyesült Államokban 2,5 százalékkal. Egy főre vetítve a növekedési különbség még nagyobb: Kínában 5,4 százalék, míg az Egyesült Államokban 2 százalék. Kína 2024-ben ismét jelentősen megelőzi az Egyesült Államokat. Az amerikai sajtó heves retorikája ellenére nincs jelentős növekedési válság. Igen, Kína gazdagodásával lassul, de még mindig jelentősen gyorsabban növekszik, mint az Egyesült Államok és Európa. Természetesen vannak problémák, de a legfontosabbak az Egyesült Államokból erednek, nem a kínai gazdaságból.”
„Már nem az USA vezette világban élünk, sőt, még csak nem is az USA és riválisa, Kína között megosztott világban. Már egy többpólusú világba léptünk, amelyben minden régiónak megvan a maga problémája és szerepe a világpolitikában. Egyetlen ország és egyetlen régió sem határozhatja meg többé mások sorsát. Ez egy összetett és zajos környezet – ahol egyetlen ország, régió vagy szövetség sem irányítja a többit. […] A többpólusú világ irányítása tele van nehézségekkel. Sürgősen több párbeszédre van szükségünk más országokkal, és túl kell lépnünk saját kormányaink leegyszerűsítő propagandáján. Itt Nyugaton naponta bombáznak minket nevetséges hivatalos narratívákkal, amelyek többsége Washingtonból származik: Kína a legnagyobb fenyegetés a világra, és csak a NATO menthet meg minket. Ezek a naiv történetek, amelyeket az Egyesült Államok külügyminisztériuma szüntelenül terjeszt, nagyban akadályozzák a globális problémamegoldást. Hamis gondolkodásmódok csapdájába ejtenek bennünket, sőt olyan háborúkba is, amelyeknek soha nem lett volna szabad bekövetkezniük, és amelyeket inkább tárgyalásokkal, mint eszkalációval kell megállítani.”
Christopher Layne (International Affairs) hasonlóan látja: „Ha az Egyesült Államok nem tud eleget tenni ennek a tektonikus geopolitikai változásnak, akkor nagy az esélye egy kínai-amerikai háborúnak – ahogyan ez mindig is így van a hatalomátadások idején. Azonban függetlenül attól, hogy a változás békésen vagy erőszakosan történik, a Pax Americana napjai meg vannak számlálva.”

## Főbb publikációi
A következő táblázatban felsorolt írások csak egy csekély töredékét képezik publikációinak. Egy sokkal bővebb lista Jeffrey Sachs Curriculum Vitae (2020) 6–52. oldalán található. Weboldalán olvashatók könyveinek tartalmi összefoglalói, valamint sok írásának teljes szövege: újságcikkek, folyóiratok, tanulmányok. A fejlécében levő nyilakra kattintva a felsorolás Év ill. Megnevezés szerint csökkenő / növekvő sorrendbe rendezhető.
| Év      | Megnevezés |
| ------- | --- |
| 1984    | Theoretical Issues in International Borrowing. Princeton Studies In International Finance. no 54,1984 július, ISBN 0-88165-226-1 |
| 1985    | Economics of Worldwide Stagflation. Harvard University Press, Cambridge, Mass. 1985, ISBN 0-674-23475-8 (társszerző: Michael Bruno) |
| 1989/91 | NBER Series on Developing Country Debt and the World Economy, University of Chicago Press 1989/90 (szerkesztő). - Summary Volume: Developing country debt and the world economy, ISBN 0-226-73338-6 - Volume 1: Developing Country Debt and Economic Performance – The international financial system, ISBN 0-226-73332-7 - Volume 2: Developing Country Debt and Economic Performance – Country studies. Argentina, Bolivia, Brazil, Mexico, ISBN 0-226-73333-5 - Volume 3: Developing Country Debt and Economic Performance – Country studies. Indonesia, Korea, Philippines, Turkey, ISBN 0-226-73335-1 |
| 1991    | Peru's Path to Recovery, The Brookings Institution, 1991 (társszerző Carlos Paredes) |
| 1993    | Macroeconomics in the global economy. Englewood Cliffs, NJ: Prentice Hall. ISBN 0-13-544206-0 (társszerző: Felipe Larraín Bascuñán) németül: Makroökonomik in globaler Sicht (Macroeconomics in the global economy). Oldenbourg Verlag, München, 2001, ISBN 3-486-25826-5 |
| 1994    | Poland’s jump to the market economy (Lionel Robbins Lectures; 3). MIT Press, Cambridge, Massachusetts. 1994, ISBN 0-262-69174-4 |
| 1994    | The Transition in Eastern Europe, szerkesztők: Olivier Jean Blanchard, Kenneth A. Froot, Jeffrey Sachs. National Bureau of Economic Research és University of Chicago Press, 1994 - Volume 1: The Transition in Eastern Europe – Country Studies, ISBN: 0-226-05660-0 - 2: Stabilization and Transition: Poland, 1990–91 Andrew Berg és Olivier Jean Blanchard (51–92. o.) - 3: Stabilization and Transition in Czechoslovakia Jan Svejnar (93-122. o.) - 4:Hungary – Partial Successes and Remaining Challenges: The Emergence of a "Gradualist" Success Story? Kemal Dervig és Timothy Condon (123–154. o.) - 5: East German Economic Reconstruction Rudiger Dornbusch és Holger C. Wolf (155-190. o.) - 6: Political Independence and Economic Reform in Slovenia Boris Pleskovic és Jeffrey Sachs (191-220. o.) - 7: Russia and the Soviet Union Then and Now Stanley Fischer (221-258 o.) - Volume 2: The Transition in Eastern Europe – Restructuring, ISBN 0-226-05662-7 |
| 1995    | Russia and the Market Economy (BBC) orosz nyelven |
| 1997    | The rule of law and economic reform in Russia (John M. Olin: Critical Issues Series). Westview Press, Boulder, Colorado. 1997, ISBN 0-8133-3314-8 (társszerkesztő: Katharina Pistor) |
| 1997    | Recipe For Success The Telegraph India, 1997-07-07 |
| 1997    | The IMF Is a Power Unto Itself The Financial Times, 1997-12-11 |
| 2001    | Development economics. Inframarginal versus marginal analysis. OUP, Oxford 2001, ISBN 0-631-22003-8 |
| 2004    | COMMENT: Don't fall for Washington's spin on Haiti The Financial Times, 2004-03-01 |
| 2005    | The end of poverty : Economic Possibilities for Our Time (Előszót írta Bono) németül: Das Ende der Armut. Ein ökonomisches Programm für eine gerechtere Welt Edition Pantheon, München, 2006, ISBN 3-570-55012-5 Matolcsy György könyvismertetése Heti Válasz, 2008. 01. 31. |
| 2005    | Investing in development: A practical plan to achieve the Millennium Development Goals.” UN Millennium Project, New York (2005). németül: In die Entwicklung investieren. Ein praktischer Plan zur Erreichung der Millenniums Entwicklungsziele (). Vereinte Nationen, New York, 2005 |
| 2008    | Common Wealth: Economics for a Crowded Planet németül: Wohlstand für viele. Globale Wirtschaftspolitik in Zeiten der ökologischen und sozialen Krise . Siedler, München, 2007, ISBN 978-3-88680-860-1 |
| 2009    | The Surrealism of the Afghan Surge The Huffington Post, 2011-11-18 |
| 2009    | Aid Ironies The Huffington Post, 2011-11-03 |
| 2011    | The price of civilization : reawakening American virtue and prosperity New York: Random House. ISBN 978-1-4000-6841-8 (Mihályi Péter Könyvismertetése Közgazdasági Szemle, 2012. április. Matolcsy György Könyvismertetése Heti Válasz, 2012-01-19) |
| 2011    | A Real Jobs Program The Huffington Post, 2011-11-11 |
| 2011    | Gorbachev and the Struggle for Democracy The Huffington Post, 2012-01-19 |
| 2011    | Message to Wall Street The Huffington Post, 2011. 11. 11. |
| 2015    | The Age of Sustainable Development. Columbia University Press, New York, 2015, ISBN 978-0-231-17315-5 |
| 2017    | Building the new American economy : smart, fair, and sustainable. New York: Columbia University Press. ISBN 978-0-231-54528-0 Előszó: Bernie Sanders |
| 2017    | Corporations need to look beyond profits 2017. 09. 17. |
| 2018    | A New Foreign Policy. Beyond American Exceptionalism. Columbia University Press. New York, 2018, ISBN 978-0-231-18848-7 |
| 2019    | Economic Sanctions as Collective Punishment: The Case of Venezuela közösen Mark Weisbrot-tal, a Center for Economic and Policy Research (CEPR) társigazgatójával. |
| 2019    | Six Transformations to achieve the Sustainable Development Goals (társszerzők: Jeffrey D. Sachs, Guido Schmidt-Traub, Mariana Mazzucato, Dirk Messner, Nebojsa Nakicenovic & Johan Rockström) Nature Sustainability volume 2, pages 805–814 (2019) |
| 2020    | The ages of globalization : geography, technology, and institutions. New York: Columbia University Press. ISBN 978-0-231-19374-0 |
| 2023    | The new world economy |
| 2023    | What Ukraine Needs to Learn from Afghanistan 2023-02-13 |
| 2024    | Diplomatie oder Desaster. Zeitenwende in den USA – Ist Frieden möglich? Westend Verlag, Neu-Isenburg 2024, ISBN 978-3-86489-478-7 |

## Magyarul megjelent írásai
Magyar nyelvű írások, amelyek róla szólnak, vagy rá hivatkoznak, az Arcanumban találhatók. A felsorolás a fejlécében levő nyilakra kattintva Év ill. Megnevezés szerint rendezhető.
| Év   | Megnevezés |
| ---- | --- |
| 2016 | A civilizáció ára – Az amerikai értékek és a visszatérés a prosperitáshoz, Gondolat (a 2011-es The price of civilization magyar fordítása)                                                                              |
| 2000 | Mi a teendö?, Valóság, 1995. május, 111-115 |
| 1990 | A Brady terv működőképességének feltételei Külgazdaság 1990. január, 21–33. o. |
| 2000 | Elmaradottság és globalizáció: a technológiák szerepe Valóság, 2000-09-01, 115-120. o. |
| 2014 | Jeffrey Sachs és David Lipton memoranduma Lengyelország aktuális gazdasági kérdéseiről Az 1989 augusztus 5-i The neoliberal project of the Polish system change előadás szövege. Eszmélet, 2014, 102. szám, 163–170. o. |
| 1999 | Reformáljuk meg a Nemzetközi Valutaalapot és a Világbankot! Élet és Irodalom, 1999. 11. 12. 4. o. |
| 1990 | David Lipton – Jeffrey Sachs A piacgazdaság létrehozása Kelet-Európában és a lengyel példa Mozgó Világ, 1995, 8. szám 93–113. o.                                                                                        |
| 1995 | Jeffrey Sachs a régióról – Szociális csapdában Figyelő, 1995-10-05, 11. o. Telefoninterview |
| 1993 | Jeffrey Sachs még mindig sokkterápiát ajánl Figyelő, 1993-11-18, 11. o. Telefoninterview (Czelnai Éva) |
| 1991 | Válaszol: Jeffrey Sachs, a "vörös posztó" – „károsnak tartom a kárpótlási törvényt” Figyelő, 1991-05-16, 1 és, 20. o. Interview (Varga György)                                                                          |
| 1995 | Mi is az a Sokkterápia? Magyar Szemle, 1995. 7. szám 690–710. o. |

## Kitüntetései, elismerései
A következő táblázatban felsoroltak csak egy töredékét képezik kitüntetéseinek és elismeréseinek. Bővebb lista: Jeffrey Sachs Curriculum Vitae (2020) 62–63. o. A felsorolás a fejlécében levő nyilakra kattintva Év ill. Megnevezés szerint rendezhető.
| Év   | Megnevezés                                                                                                  |
| ---- | --- |
| 1991 | Frank E. Seidman Award in Political Economy                                                                 |
| 1993 | "valószínüleg a világ legfontosabb közgazdásza" (New York Times)                                            |
| 1994 | "a világ legismertebb közgazdásza" (TIME Magazin)                                                           |
| 1996 | Amerikai Művészeti és Tudományos Akadémia tagja                                                             |
| 1997 | ”a világ 50 legfontosabb vezetőinek egyike a globalizáció terén”(Le Nouvel Observateur)                     |
| 1999 | Commander's Cross of the Order of Merit (Lengyelország)                                                     |
| 2000 | Bernhard-Harms-Preis des Instituts für Weltwirtschaft Kiel                                                  |
| 2004 | a világ 100 legbefolyásosabb személyeinek egyike (TIME Magazin)                                             |
| 2005 | a világ 100 legbefolyásosabb személyeinek egyike (TIME Magazin)                                             |
| 2005 | Sargent Shriver Award for Equal Justice                                                                     |
| 2007 | Padma Bhushan Orden (India)                                                                                 |
| 2009 | Weltwirtschaftlicher Preis (Németország)                                                                    |
| 2015 | Blue Planet Prize                                                                                           |
| 2015 | Quartz Podcast Award for best business/economics podcast of 2015 (Conversion Tyler Cowen / Jeffrey Sachs)   |
| 2016 | Jeffrey Sachs and Ruth DeFries Named University Professors]                                                 |
| 2017 | Globart Award (Ausztria)                                                                                    |
| 2017 | World Sustainability Award of the World Sustainability Forum (feleségével Sonia Ehrlich Sachs-szal közösen) |
| 2003 | Institute of Medicine (US) tagja                                                                            |
| 1978 | Harvard Society of Fellows tagja                                                                            |
| ?    | World Econometric Society tagja                                                                             |
| 2017 | Boris Mints Institute Prize{wd\|Q96373816}} (Tel Aviv University)                                           |
| ?    | Brookings Panel of Economists tagja                                                                         |
| ?    | Board of Advisors of the Chinese Economists Society tagja                                                   |
| 2019 | Észtország Szűz Mária Föld Kereszt Rend III. osztály                                                        |
| 2022 | Tang Prize for Sustainable Development                                                                      |
| 2021 | A Pápai Társadalomtudományos Akadémia tagja.                                                                |
| 2022 | Francia becsületrend                                                                                        |

## Videográfia
| Év   | Megnevezés |
| ---- | --- |
| 2025 | Jeffrey Sachs Goes Off, Roasts Donald Trump’s Trade Talk, Says 'Mickey Mouse Is Smarter Than Him' – Jeffrey Sachs kirobban, szétcincálja Donald Trump kereskedelmi politikáját, és azt mondja, hogy Miki egér okosabb nála”. (55:06, angolul, felirattal) |
| 2025 | Deep State, Krieg, Corona – Insider packt aus (Jeffrey Sachs, Marc Friedrich) – Titkosszolgálat, Háború, Corona – bennfentes kitálal (01:57:49, angolul és német felirattal) - Jeffrey Sachs: „Annalena Baerbock ist eine Kriegstreiberin! – Annalena Baerbock (a német külügyminiszter) háborús uszító! (00:48, angolul és felirattal) |
| 2024 | Jeffrey Sachs Educates Piers Morgan on Ukraine-Russia War – Jeffrey Sachs oktatja Piers Morgant az ukrajna-orosz háborúról (00:90, angolul és felirattal) Eredeti teljes beszélgetés: "WHY Are We Doing Netanyahu’s Bidding?" Jeffrey Sachs On Syria, Assad & Putin – „Miért teljesítjük Netanjahu parancsait?” Jeffrey Sachs Szíriáról, Asszádról és Putyinról (29:00, angolul) |
| 2025 | Jeffrey Sachs: The US is leading us closer to nuclear war 2025-01-13 – Az Egyesült Államok közelebb visz minket a nukleáris háborúhoz. TRT World (26:40, angolul) Főbb pontok: - Jeffrey Sachs: I don't trust US policies – Jeffrey Sachs: Nem bízom az amerikai politikában (00:32, angolul és felirattal) - Jeffrey Sachs on Netanyahu's Influence and U.S. Policy – Jeffrey Sachs Netanjahu befolyásáról és az amerikai politikáról (00:44, angolul és felirattal) |
| ?    | Tucker Carlson’s Explosive Interview with Jeffrey Sachs on Israel Sends Shockwaves Across the Globe. – Tucker Carlson explozív interjúja Jeffrey Sachsszal Izraelről sokkolta a világot (00:54, angolul és felirattal) |
| 2025 | The Geopolitics of Peace – Jeffrey Sachs in the European Parliament – A béke geopolitikája – Jeffrey Sachs az Európai Parlamentben, 2025-02-19 (01:39:23, angolul) Ugyanez német szinkronnal: Die Geopolitik des Friedens – Jeffrey Sachs im Europäischen Parlament Témák: 1. Az USA Külpolitikája 6:10 2. A NATO kibővítése 11:52 3. A Fekete-tengeri stratégia 17:00 4. Az USA külpolitikája és a NATO kibővítése 22:04 5. A Majdani forradalom és következményei 29:50 6. Az Ukrajna háború és az atomfegyverek ellenőrzése 37:55 7. Az Ukrajna háború befejezése 41:37 8. A Trump kormány 45:52 9. Közel-kelet és Kína 51:17 10. A hallgatóság kérdései és Sachs válaszai 1:01:40 |
| 2012 | Jeffrey Sachs in conversation with Larry Elliot 2012. 04. 12. – Jeffrey Sachs beszélget Larry Elliot-tal (54:36, angolul) |
| 2015 | Jeffrey Sachs Talks About the Talks in Paris 2015.12. 09. – Jeffrey Sachs a2015-ös ENSZ klímaváltozási konferencia kapcsán (06:15, angolul) |
| 2020 | The Ages of Globalization: A Conversation with Jeffrey Sach and Felipe Larraín 2020. 08. 18. – A globalizáció korszakai: Jeffrey Sachs beszélget Felipe Larraínnal (01:18:34, angolul) |
| 2020 | University Professor Jeffrey Sachs: Trump's funding cut to WHO is 'disgraceful' and 'disgusting' 2020. 04. 16. – Jeffrey Sachs: Trump WHO-nak nyújtott támogatásának csökkentése „szégyenletes” és „undorító” (19:01, angolul) |
| 2020 | Dr. Joshua Fisher participates in NERPS webinar on sustainable development and peace with Dr. Jeffrey Sachs 2020. 10. 15. – Joshua Fisher és Jeffrey Sachs a fenntartható fejlődésről és a békéről. (54:55, angolul és felirattal) |
| 2024 | Jeffrey Sachs on why UN should vote for Palestinian statehood. 2024-04-22 – Jeffrey Sachs arról, hogy miért kellene az ENSZ-nek a palesztin állam létrehozása mellett szavaznia (11:32, angolul) |
| 2020 | Economist Jeffrey Sachs criticizes the president: Trump “Understands Nothing, Listens to Nothing” as Pandemic Surges in U.S 2020. 03. 25. – Jeffrey Sachs bírálja Trumpot: „semmit sem ért, semmire sem hallgat”, miközben az Egyesült Államokban terjed a járvány. (21:07, angolul) |
| 2018 | "The digital revolution and the distribution of income" with Prof Jeffrey D. Sachs Oxford Martin School, 2018. 05. 23. – Jeffrey Sachs a digitális forradalomról és a jövedelem elosztásáról (01:26:17, angolul) |
| 2024 | Jeffrey Sachs: Understanding the Ukraine conflict (minidoc) 2024. 12. 06. – Jeffrey Sachs: Az ukrajnai konfliktus értelmezése (29:35, angolul) |
| 2025 | An Evening with Professor Jeffrey D. Sachs 2025. 04. 20. – Egy est Jeffrey Sachs professzorral az Asia Society Hong Kong Center-ben (2:36:10, angolul) Házigazda Ronnie Chan. Témák (egyebek között): - Jeffrey Sachs SHOCKS America With Huge US-China Conflict Prediction After Trump Tariff Action – Times Of India video. (29:18) - Jeffrey sachs Blasts Israeli Occupation of Palestine, Netanyhu’s ’Anti-Peace’ Policies Times Of India video. (12:39) |

### Jeffrey Sachs
| Év   | Megnevezés |
| ---- | --- |
| 2025 | Jeffrey Sachs találatok a Columbia Egyetem honlapján (2025-04-23) |
| ?    | Center for Sustainable Development |
| 2008 | Jeffrey Sachs 2008-as életrajza |
| ?    | Jeffrey Sachs idézetek |
| ?    | Jeffrey Sachs a Columbia Climate School weboldalán |
| ?    | Jeffrey Sachs honlapja |
| 2024 | Curriculum Vitae |
| 2025 | Jeffrey Sachs Story (A Life Dedicated to Solving the World’s Hardest problems, Economics, Ethics, and the Future of Nations) – Xavier Green, Green Publishing Team, 2025 március. ISBN 979-8-313-53418-3 (Életrajz, ill. inkább méltatás. Tartalmilag megfelel a 2024-es ismeretszintnek, de nem tartalmaz se forrásmegjelöléseket, se irodalomjegyzéket, se név- és tárgymutatót.) |

### Az USA kivételessége
| Év   | Megnevezés |
| ---- | --- |
| 1989 | The Price of Empire – William Fulbright, Pantheon Books, New York, 1989. |
| ?    | Hatalmi gőg – William Fulbright, Kossuth kiadó, évszám nélkül. (A The Arrogance of Power, Random House, 1966 magyar fordítása.) |
| 2017 | Who rules the world? – Noam Chomsky Penguin Books Ltd; 1st edition (2017. 05. 04.) ISBN 978-0241189450 németül: Wer beherrscht die Welt? Die globalen Verwerfungen der amerikanischen Politik – Eine zornige Abrechnung mit den USA und ihrer rücksichtslosen Machtpolitik, Ullstein, 2017, ISBN 978-3548377223 |
| 2005 | Államépítés – Kormányzás és világrend a 21. században – Francis Fukuyama, Századvég, 2005 (A State-Building: Governance and World Order in the 21st century, Ithaca, NY: Cornell University Press, 2004, ISBN 0-8014-4292-3 magyar fordítása)                                                                   |
| 1994 | A történelem vége és az utolsó ember – Francis Fukuyama, európa könyvkiadó kft. (A The End of History and the Last Man, Free Press, 1992, ISBN 0-02-910975-2 magyar fordítása) |
| 1998 | A civilizációk összecsapása és a világrend átalakulása, Samuel P. Huntington, Európa Bp., 1998 (A The Clash of Civilizations and the Remaking of World Order, Simon & Schuster, 1996, ISBN 978-0-684-84441-1 magyar fordítása)                                                                                  |
| 2019 | Project for the New American Century |
| 2019 | The VICE File: Dick Cheney Declassified |
| 2018 | Covert Regime Change: America's Secret Cold War. Lindsey A O’Rourke, Cornell University Press, 2018, ISBN 978-1501730658 |
| 2025 | Warum die USA fast immer im Krieg sind – ARTE video-dokumentáció, 2025-03-05 (1:30:31) németül |

### USA – Izrael
| Év   | Megnevezés |
| ---- | --- |
| 1989 | The Price of Empire – J. William Fulbright, Pantheon Books, New York, 1989. The Middle East (175–188. o.) |
| 1999 | Fateful Triangle: The United States, Israel, and the Palestinians – Noam Chomsky, South End Press, Cambridge, Massachusetts, 1999 (1983) – A könyv négy fejezete (1, 2, 3, 7) német fordításban is megjelent a Kein Frieden in Nahost: Warum mit Israel und den USA kein Palästinenserstaat zu machen c. könyvben |
| 2008 | Israel and the clash of Civilisations – Iraq, Iran and the Plan to Remake the Middle East Jonathan Cook, Pluto Press, 2008. ISBN 978-0-7453-2754-9 |
| 2008 | The Israel Lobby and US Foreign Policy – John J. Mearsheimer & Stephen M. Walt Farrar, Straus and Giroux; 2008. 09. 02. ISBN 978-0374531508 – Egy 2006-os, lényegesen rövidebb verzió online: MIDDLE EAST POLICY, VOL. XIII, NO. 3, 29–87 o.                                                                      |
| 2021 | Mythologies Without End. The US, Israel, and the Arab-Israeli Conflict 1917-2020 – Jerome Slater, Oxford University Press, 2021 ISBN 978-0-19-045908-6 |
| 2024 | Prof. Mearsheimer REVEALS How Israel Exercises Total CONTROL over the US Foreign Policy The Strategist (32:12) |
| 2024 | Holocaust Survivor Absolutely DEMOLISHES Israel a magyar származású Holocaust-túlélő Stephen Kapos videója angolul, angol felirattal, Double Down News (12:10) |
| 2025 | Netanyahu Government Has Killed More Than 50,000 People, Says Senator Sanders CNN-News (2025-04-03 6:17) |
| 2025 | Gáza kiürítése, a régi izraeli álom – Alain Gresh, Le Monde diplomatique, 2025. április |

### USA – Oroszország – Ukrajna
| Év   | Megnevezés |
| ---- | --- |
| 1989 | The Price of Empire – William Fulbright, Pantheon Books, New York, 1989. The Cold War: The U.S. and the U.S.S.R (3–42. o.) |
| 1999 | The Grand Chessboard: American Primacy and Its Geostrategic Imperatives – Zbigniew Brzezinski németül: Die einzige Weltmacht: Amerikas Strategie der Vorherrschaft und der Kampf um Eurasien Nomen Verlag; 2. kiadás, 2025-01-03. magyarul: A nagy Sakktábla, Európa Könyvkiadó, 1999 |
| 2015 | Az új, többpólusú világpolitikai rend küszöbén Bernek Ágnes, Földgömb, 33. évf. 291. szám (2015. március) |
| 2018 | Because They Could: The Harvard Russia Scandal (and NATO Enlargement) after Twenty-Five Years – David Warsh, 2018. 05. 15. CreateSpace Independent Publishing Platform, ISBN 978-1718946507                                                                                           |
| 2022 | Ukrajna a 21. századi geopolitika „nagy sakktábláján” Bernek Ágnes EK/2022/11 |
| 2024 | Der lange Weg zum Krieg: Russland, die Ukraine und der Westen – Eskalation statt Entspannung – Günter Verheugen és Petra Erler, 2024. 05. 15. Heyne Verlag, ISBN 978-3453218833 |

### USA és Kína
| Év   | Megnevezés |
| ---- | --- |
| 2025 | Was Made in China 2025 Successful? – A Rhodium Group elemzése az Amerikai Kereskedelmi Kamara számára (2025-05-05) |